# Mondfinsternis vom 5./6. September 563 v. Chr.

Verlauf der Mondfinsternis (Quelle:NASA)

Die Mondfinsternis vom 5./6. September 563 v. Chr. (-562 nach astronomischer Zeitrechnung) ist in einer babylonischen Keilschriftnotiz überliefert, die zu der Gattung der ACT-Texte gehört. Der im julianischen Kalendersystem angegebene 5./6. September 563 v. Chr. entspricht in Umrechnung auf den heutigen gregorianischen Kalender dem 31. August/1. September des Jahres 563 v. Chr. Heute befindet sich die Keilschrifttafel BM 41536 (LBAT 1421) im British Museum zu London.
Besondere Bedeutung erlangte diese Aufzeichnung unter anderem durch ihren Bezug auf das 42. Regierungsjahr des babylonischen Königs Nabu-kudurri-usur II. Die Mondfinsternis konnte in Babylonien nur teilweise beobachtet werden, da sie dort am frühen Abend endete. In Nordamerika war die Mondfinsternis mit bloßem Auge nicht sichtbar, da sie kurz nach Sonnenaufgang des 5. September begann; dagegen war sie in Indonesien in den späten Abendstunden des 5. September in Gänze zu beobachten und endete dort kurz nach Mitternacht am 6. September.

## Erste Übersetzungen
Der Assyriologe Johann Strassmaier sowie die Astronomen Josef Epping und Franz-Xaver Kugler begannen zuerst mit der Übersetzung des babylonisch-astronomischen Keilschrifttextes. 
Die damaligen herausragenden Forschungsleistungen wurden unter anderem von Otto Neugebauer fortgeführt. 1955 erschien das dreibändige Standardwerk Astronomical cuneiform Texts - Babylonian ephemerides of the Seleucid period for the motion of the sun, the moon, and the planets, das bis heute noch immer die Grundlage der babylonischen Astronomiegeschichte bildet.

## Babylonischer Text
Bei dem erwähnten astronomischen Ereignis handelte es sich um eine partielle Mondfinsternis, die aufgrund der Angaben im Keilschrifttext genau zu datieren war. Durch Überprüfung mit anderen historischen Finsternissen wurde festgestellt, dass die historischen Datierungen von den zurückgerechneten Werten abweichen. Die entsprechende Zeitdifferenz wird als „ΔT“ bezeichnet. 
Unter Berücksichtigung des ΔT begann die Mondfinsternis in Babylonien etwa um 15:45 Uhr des 5. September 563 v. Chr. und erreichte gegen etwa 18:10 Uhr ihr Maximum. Die babylonische Keilschrifttafel ist teilweise beschädigt, weshalb nicht alle Daten erhalten geblieben sind:

„[Nabu-kudurri-usur] 42. Jahr: 14. Ululu, er (der Mond) wanderte in den Schatten [...] und wurde hell. (Nach) 6 UŠ (6 deg; etwa 24 Minuten) wurde er heller. (Beginn) 35 UŠ (35 deg; etwa 140 Minuten) vor Sonnenuntergang.“